# Позитронна анихилационна спектроскопия
Позитронна анихилационна спектроскопия (на английски: Positron annihilation spectroscopy, съкратено „PAS“) е неразрушителен метод за изучаване на дефекти в (най-често) кондензирани вещества, базиран на анихилацията на позитрони. Позитронната анихилационна спектроскопия прилага няколко често използвани техники: на първо място най-разпространена е техниката на измерване на времената на живот на позитроните, инжектирани в кондензирани вещества, обикновено източника на позитроните е 22Na. Тази техника често се нарича спектроскопия на анихилационното време на живот на позитроните (на английски: Positron annihilation lifetime spectroscopy (PALS)). Други използвани техники са измерване на Доплеровото разширение на анихилационната линия (на английски: Doppler broadening of annihilation line (PAS/DB)), и измерване на ъгловата корелация на анихилационните фотони (Angular correlation of annihilation photons (PAS/AC)). Позитронната анихилационна спектроскопия най-често се прилага за изучаване на метали и сплави, полупроводници, полимери, и в някои случаи на течности и дори на шуплести материали.
Когато позитроните попаднат в твърдото тяло, те си взаимодействат с електроните в него. В случая на вещества със свободни електрони (метали и полупроводници) анихилацията протича бързо, освен когато присъстват дефекти под формата на ваканции. При наличието на такива дефекти позитроните остават в тях и анихилират по-бавно (до около ~1 ns), отколкото при липса на дефекти (т.е. позитронът все едно е привлечен към тях и времето му на живот рязко се увеличава). В случая на диелектрици като полимери и зеолити внедрените позитрони могат да образуват свързана двойка с електрон (позитрониум) При анихилацията на позитрона се излъчва двойка γ кванти, които могат да се детектират в лабораторни условия.
Скоростта на позитронна анихилация се задава с формулата:
{\displaystyle \lambda =\pi r_{0}^{2}c\int dr.n_{+}(r).n_{-}(r)\gamma (r)}
където r0 е класическият радиус на електрона, c – скоростта на светлината във вакуум, n+ и n- са позитронната и електронната плътност. Величината γ се нарича повишаващ фактор на електронната плътност и описва повишението на електронната плътност в непосредствена близост на позитрона, дължащо се на положителния му заряд.